# Borneol
Borneol je bicyklická organická sloučenina, terpenoid. Hydroxylová skupina v této sloučenině je umístěna v endo poloze. Protože je chirální, borneol existuje ve dvou enantiomerech. Oba dva, tj. (+)-borneol (starší název d-borneol) a (−)-borneol (l-borneol) nalezneme i v přírodě.

## Reakce
Borneol lze snadno oxidovat na keton (kafr). Historický název borneolu je bornejský kafr, což vysvětluje jeho jméno.

## Výskyt
Sloučenina byla pojmenovaná v roku 1842 francouzským chemikem Charlesem Frédericem Gerhardtem. Borneol lze nalézt v některých druzích jako Heterotheca, Artemisia, Callicarpa, Dipterocarpaceae, Blumea balsamifera a Kaempferia galanga.
Je taky jednou z chemických látek nalezených v bobřím pižmu. Látka se do těla bobra dostává z jeho potravy rostlinného charakteru.

### Syntéza
Borneol muže být syntetizován redukcí kafru pomocí Meerwein–Ponndorf–Verleyovy redukce (je to vratná reakce).

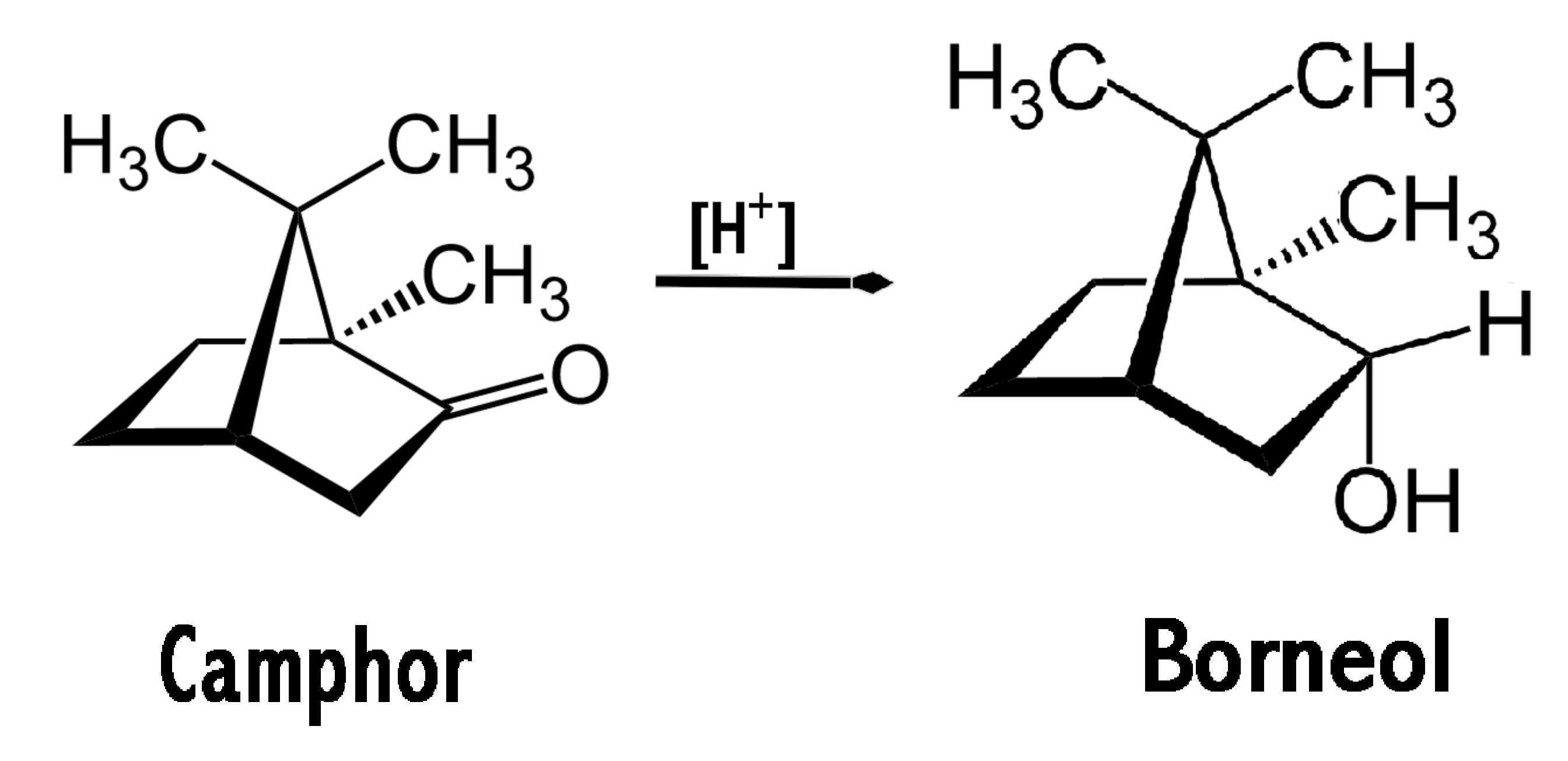
Syntéza borneolu z kafru

Redukce kafru tetrahydridoboritanem sodným (rychlá, ale nevratná reakce) vede k isomeru borneolu, isoborneolu.

Borneol a isoborneol

## Využití
Zatímco d-borneol býval v minulosti více komerčně dostupný, dnes je více dostupný enantiomer l- borneol, který se vyskytuje taky v přírodě.
Borneol z rostlin rodu Dipterocarpus je využíván v tradiční čínské medicíně. Nejranější zmínka o tomto použití je z roku 1578 v kompendiu Materia Medica neboli Bencao Gangmu.
Borneol je složkou mnoha silikových olejů a je přírodním repelentem. Vyvolává chladivé pocity na kůži, podobně jako mentol.
Laevo-borneol se využívá jako aromatická chemikálie v parfumérství. Má příjemnou vůni s odstíny vůně borovicového dřeva a kafru.

### Využití v organické chemii
Deriváty isoborneolu se používají jako ligandy při asymetrických syntézách:
- (2S)-(−)-3-exo-(morfolino)isoborneol neboli MIB[8] s morpholinovým substituentem v α-hydroxyl poloze
- (2S)-(−)-3-exo-(dimethylamino)isoborneol neboli DAIB[9] s dimethylamino substituentem v α-hydroxyl poloze

## Toxicita
Borneol může způsobit podráždění očí, kůže nebo dýchacích cest. Nebezpečné je i jeho požití.

### Podráždění kůže
Borneol nevykazuje skoro žádné, nebo jenvelmi mírné podráždění kůže, pokud je tato vystavena krátkému působení zředěného roztoku. Při delším působení může být podráždění závažnější.

### Fototoxicita a fotoalergie
Jelikož borneol neabsorbuje UV záření v oblasti 290–400 nm, nevykazuje žádné fototoxické nebo fotoalergické efekty.

## Deriváty
Bornyl je jednovazný radikál C10H17 vzniklý z borneolu odštěpením OH skupiny. Je známý i pod názvem 2 - bornyl. Podobně isobornyl je jednovazný radikál C10H17 vzniklý odštěpením OH skupiny z isoborneolu. Dalším hojně používaným strukturním isomerem borneolu je fenchol, který se nachází v různých éterických olejích. Bornylacetát je bornylesterem kyseliny octové.